# Genrikas Zimanas
Genrikas Zimanas (ur. 12 maja 1910, zm. 15 lipca 1985 w Wilnie) – litewski działacz komunistyczny, dziennikarz i filozof, w latach 1940–1970 redaktor naczelny dziennika „Tiesa”.

## Życiorys
Urodził się w rodzinie żydowskich właścicieli ziemskich. W 1932 roku ukończył studia na Wydziale Biologii Uniwersytetu Witolda Wielkiego, po czym pracował w żydowskich instytucjach oświatowych na terenie Litwy, pisywał również do żydowskiej prasy. W 1934 roku przyłączył się do nielegalnej Komunistycznej Partii Litwy. Po zajęciu Litwy przez ZSRR w 1940 roku został redaktorem naczelnym dziennika „Tiesa” – litewskojęzycznego odpowiednika „Prawdy”. W latach II wojny światowej brał aktywny udział w ruchu partyzanckim na Wileńszczyźnie, ciążą na nim zarzuty Instytutu Pamięci Narodowej o zbrodnię dokonaną na Polakach w Koniuchach.
Po 1945 roku powrócił do pracy dziennikarskiej – do 1970 roku kierował „Tiesą”, a później również czasopismem „Kommunist”. W swoich licznych publikacjach zajmował się problemami ideologii, kultury i tożsamości żydowskiej, był m.in. gorącym przeciwnikiem syjonizmu.

## Ordery i odznaczenia
- Order Lenina (dwukrotnie)
- Order Rewolucji Październikowej
- Order Wojny Ojczyźnianej I klasy
- Order Czerwonego Sztandaru Pracy (trzykrotnie)
- Order „Znak Honoru”
- Krzyż Srebrny Orderu Virtuti Militari
- Order Krzyża Grunwaldu I klasy (13 lipca 1945)[2]

## Publikacje
- Di sowjetisze Jidn – patrioten fun zejer socjalistisz hejmland (Radzieccy Żydzi – patrioci swojej socjalistycznej ojczyzny, Moskwa 1984)